# Torschütze
Als Torschützen bezeichnet man in verschiedenen Mannschaftssportarten (z. B. Fußball, Handball, Hockey) denjenigen Spieler, der den größten Anteil an einem erzielten Tor hat. Dies gilt auch für Eigentore. Vielfach erfolgreiche Torschützen werden als Torjäger und, umgangssprachlich, auch als Knipser bezeichnet.

## Statistische Erfassung und Auszeichnung von Torschützen
Da Tore auf den Ausgang eines Spiels einen entscheidenden Einfluss haben, spielen Torschützen für die statistische Auswertung der Spiele heute eine immer größere Rolle. Erfolgreiche Torschützen erhalten spezielle Auszeichnungen (z. B. die Torjägerkanone oder die Auszeichnung zum Tor des Jahres oder des Monats).

## Problematik abgefälschter Tore
Insbesondere im Fußball besteht die Problematik so genannter abgefälschter Tore. Damit werden Tore bezeichnet, bei denen der Torschütze nicht klar benannt werden kann, da zwei oder mehr Spieler die Flugrichtung des Balles mitbeeinflusst haben. Für das Spielergebnis ist es zwar oft unerheblich, ob Tore abgefälscht erzielt werden. Allerdings sind abgefälschte Tore, bei denen der genannte Schütze evtl. sogar von Betrachter zu Betrachter abweicht, sowohl für Betrachter als auch Statistiker prinzipiell schwierig zu bewerten.
Der Fußball-Weltverband FIFA hat daher beschlossen, dass immer derjenige Spieler als Torschütze genannt wird, von dem der ursprüngliche Schuss ausging – es sei denn, ein Spieler, der den Ball später berührt, verursacht eine entscheidende Änderung der Flugrichtung des Spielgeräts. Zusätzlich soll mit dieser Regelung auch die Anzahl der Eigentore begrenzt werden.
Im Eishockey gibt es keine Eigentore. Als Torschütze gilt der letzte Spieler der erfolgreichen Mannschaft, der zuletzt den Puck berührt hat. Somit muss in den oberen Spielklassen der Torschütze anhand von Fernsehaufzeichnungen eruiert werden. In der Schweizer Meisterschaft 2006/2007 kam es zu der kuriosen Situation, dass Marco Bührer, der Torhüter des SC Bern, im Spiel gegen den EHC Basel zum Torschützen erklärt wurde. Er hatte eine Minute zuvor als letzter Spieler seiner Mannschaft den Puck bei einer Abwehr berührt. Unmittelbar nach dieser Berührung wurde eine Strafe gegen einen seiner Mitspieler angezeigt. Diese vermieden die Berührung des Pucks, um die Strafe (regulär) zu verzögern. Das Tor fiel, weil ein Basler Verteidiger den scharf gespielten Rückpass seines Stürmers verpasste und dieser darauf in das leere Tor schlitterte.